# 2004-es észt labdarúgó-bajnokság (első osztály)
A 2004-es észt labdarúgó-bajnokság az észt labdarúgó-bajnokság legmagasabb osztályának 14. bajnoki éve volt. A pontvadászat 8 csapat részvételével zajlott. 
A bajnokságot a Levadia Tallinn nyerte az ezüstérmes TVMK Tallinn, és a bronzérmes Flora Tallinn előtt.

## A bajnokság végeredménye
M = Mérkőzés; Gy = Győzelem; D = Döntetlen; V = Vereség; RG = Rúgott gól; KG = Kapott gól; GK = Gólkülönbség; P = Pontok
B = Bajnok
|  | UEFA-bajnokok ligája |
|  | UEFA-kupa            |
|  | UEFA Intertotó-kupa  |
|  | Osztályozó           |
|  | Kiesett              |

## Osztályozó
| 2004. november 13. |

| Dünamo Tallinn | 1–2   | Lootus Alutaguse       |
| -------------- | ----- | ---------------------- |
| Butajev 44'    | (1–1) | Popov 30' Ametov 90+3' |

|  |

| 2004. november 20. |

| Lootus Alutaguse | 0–4   | Dünamo Tallinn                                     |
| ---------------- | ----- | -------------------------------------------------- |
|                  | (0–2) | Tšernoussov 8' Krivošein 32' Butajev 65' Semko 76' |

|  |

## Góllövőlista élmezőnye
| Hely | Játékos              | Csapat              | Gólok |
| ---- | -------------------- | ------------------- | ----- |
| 1    | Vjatšeslav Zahovaiko | Flora Tallinn       | 28    |
| 2    | Ingemar Teever       | TVMK Tallinn        | 18    |
| 3    | Egidijus Juška       | TVMK Tallinn        | 16    |
| 4    | Andrei Antonov       | FC Valga            | 13    |
| –    | Tarmo Neemelo        | TVMK Tallinn        | 13    |
| 6    | Deniss Malov         | TVMK Tallinn        | 12    |
| –    | Konstantin Nahk      | Levadia Tallinn     | 12    |
| 8    | Anton Sereda         | Merkuur Tartu       | 11    |
| –    | Dmitri Ustritski     | JK Viljandi Tulevik | 11    |